# كراش: مايند أوفر ميوتنت
كراش مايند اوفر موتانت (بالإنجليزية: Crash: Mind over Mutant) هي لعبة فيديو صدرت في 2008. وهي متوفرة على أجهزة إكس بوكس 360 وبلاي ستيشن 2 وبلاي ستيشن بورتبل ونينتندو دي إس ووي . اللعبة من تطوير راديكال إنترتينمنت وهي من نشر سييرا إنترتينمنت وأكتيفجن.

## وصلة خارجية
- كراش: مايند أوفر ميوتنت على موقع IMDb (الإنجليزية)
- الموقع الرسمي نسخة محفوظة 4 يوليو 2008 على موقع واي باك مشين.